# Steve Knight
Stephen Thomas Knight, detto Steve (Edwards Air Force Base, 17 dicembre 1966), è un politico statunitense, membro della Camera dei Rappresentanti per lo stato della California dal 2015 al 2019.

## Biografia
Nato nella Edwards Air Force Base, una base militare californiana, Knight seguì le orme del padre, un politico locale, aderendo al Partito Repubblicano.
Nel 2005 venne eletto consigliere comunale di Palmdale, poi nel 2008 fu eletto all'interno della legislatura statale della California, dove rimase per sei anni.
Nel 2014 si candidò alla Camera dei Rappresentanti e riuscì ad essere eletto deputato.